# Synothele arrakis
Espèce
Synothele arrakis est une espèce d'araignées mygalomorphes de la famille des Barychelidae.

## Distribution
Cette espèce est endémique du Goldfields-Esperance en Australie-Occidentale,. Elle se rencontre vers Buningonia Springs.

## Description
Le mâle holotype mesure 9 mm et la femelle paratype 16 mm

## Étymologie
Son nom d'espèce lui a été donné en référence à Arrakis.

## Publication originale
- Raven, 1994 : Mygalomorph spiders of the Barychelidae in Australia and the Western Pacific. Memoirs of the Queensland Museum, vol. 35, no 2, p. 291-706 (texte intégral).